# Euronews
 (juin 2025).
Euronews est une chaîne de télévision pan-européenne multilingue d'information internationale en continu, originellement publique, créée le 1er janvier 1993 et siégeant à Bruxelles en Belgique, après avoir initialement siégé à Lyon en France.
En 1993, la chaîne est créée par 10 groupes audiovisuels publics européens pour concurrencer la chaîne américaine CNN International. Avec comme spécificité de ne pas avoir de présentateur à l'antenne, elle se positionne comme une « chaîne d'information pure et directe ». En raison d'un désinvestissement progressif de la Commission européenne, la chaîne a été peu à peu privatisée et a ouvert des liens commerciaux avec des pays extérieurs à l'UE dont des États arabes du Golfe.
Depuis octobre 2012, est lancée une déclinaison radio, Euronews radio, et depuis janvier 2016, une chaîne sœur, Africanews.
Euronews [Quand ?] diffuse en 14 langues sur l'hertzien, le satellite, le câble, la télévision IP et le Web. Elle est également disponible dans des hôtels, des compagnies aériennes et maritimes, des aéroports internationaux, des gares ferroviaires, des campus d'universités, et ses programmes sont partiellement repris par des chaînes de télévision étrangères. Disponible dans plus de 426 millions de foyers à travers 158 pays, Euronews est regardée chaque jour par 4,2 millions d'Européens, faisant d'elle la première chaîne d'information internationale d'Europe. Par ailleurs, son site web est visité par 7,5 millions d'internautes en moyenne chaque mois.
Depuis un rachat en 2022, Euronews SA est détenue à 88 % par le fonds d'investissement portugais Alpac Capital (qui a dépensé pour cela environ 170 millions d’euros) et les 12 % restants sont la propriété de 21 groupes audiovisuels publics et 3 collectivités territoriales. Le 13 avril 2024, après plusieurs mois d'enquêtes journalistiques européennes et « à deux mois des élections européennes », le Syndicat national des journalistes (SNJ) réclame l'ouverture d’une enquête parlementaire pour faire toute la lumière sur le rachat d'Euronews par des intérêts proches du nationaliste Viktor Orbán (connu pour ses opinons souvent pro-russes et parfois anti-européennes), un rachat qui est selon le SNJ et Le Monde susceptible d'avoir des implications sur la liberté de la presse et l'indépendance des rédactions.

## Historique de la chaîne

### 1993: Création d'Euronews
La guerre du Golfe de 1990 à 1991, couverte en direct par CNN International, révèle la puissance de la chaîne américaine, créée en 1985. Cette dernière montre qu'une chaîne d'information en continu peut influencer l'opinion publique et politique : considéré comme le « décrié » effet CNN (en). Le 27 février 1991, l'Union européenne de radio-télévision (UER) présente à la Commission européenne son projet de chaîne de télévision d'information multilingue Euronews qui doit rivaliser avec la chaîne américaine.
Le 1er janvier 1993, la chaîne Euronews est lancée en cinq langues : français, anglais, allemand, espagnol et italien. Elle est gérée par la SOCEMIE (Société opératrice de la chaîne multilingue d'information Euronews), elle-même détenue par la SECEMIE (Société éditrice de la chaîne multilingue d'information Euronews) qui maitrise la ligne éditoriale de la chaîne. La SECEMIE est la propriété des groupes audiovisuels publics français (France Télévisions), italien (Rai), chypriote (Société de radiodiffusion de Chypre), grecque (ERT), égyptien (ERTU), belge (RTBF), portugais (RTP), espagnol (RTVE), monégasque (TMC) et finlandais (YLE). Les groupes allemands (ZDF et ARD) et anglais (BBC) s'opposent à la création de la chaîne, tandis que le suisse SSR devient actionnaire quelques mois plus tard. Le siège de la chaîne est établi à Lyon (France), qui est choisie face à Munich (Allemagne), Bologne (Italie) et Valence (Espagne).
La chaîne emploie des journalistes de plusieurs nationalités et est cliente des agences de presse française Agence France-Presse (AFP), anglaise Reuters, espagnole EFE, allemande Deutsche Presse-Agentur (DPA) et italienne Agenzia Nazionale Stampa Associata (ANSA). Ces multiples sources de pays différents permettent à la chaîne d'obtenir des points de vue différents sur les évènements relatés.

### 1998: Développement numérique
En 1998, Euronews connait un nouvel habillage et une nouvelle charte graphique. La langue anglaise est désormais plus présente à l'antenne, notamment parce que les directs des leaders internationaux se multiplient, mais la chaîne garde sa diversité linguistique. En décembre de cette même année, Euronews lance son site web, et en janvier 1999, elle commence sa diffusion en numérique via le satellite Hot Bird 3. La chaîne se dote de langues supplémentaires : le portugais en 1999, puis le russe en septembre 2001 après l'entrée des russes dans l'actionnariat de la chaîne.
À partir de novembre 2004, Euronews est diffusée en Asie via le satellite Eutelsat 5 West A.[réf. nécessaire]
Le 21 février 2005, Euronews signe une convention avec l'Union européenne. Elle obtient une subvention de 5 millions d'euros par an pendant cinq ans pour remplir une « mission d'information européenne ». Elle s'engage à consacrer 10 % de son temps d'antenne à l'information européenne.
En mai 2007, la chaîne commence à être diffusée sur YouTube. La chaîne lance de nouvelles langues au cours des années : l'arabe en juillet 2008, le turc en janvier 2010, le persan en octobre 2010, l'ukrainien en août 2011.[réf. nécessaire]
Le 19 décembre 2008, l'assemblée générale des actionnaires approuve la fusion des sociétés SECEMIE SA (société éditrice) et SOCEMIE SA (société opératrice) en une seule entité juridique : Euronews SA, qui reste de droit français. Une nouvelle gouvernance « à l'allemande » est mise en place avec un conseil de surveillance et un directoire,.

### 2011: Développement géographique
En 2011, Euronews passe au format 16/9, adopte un nouvel habillage et met en place de nouveaux programmes. Après avoir ouvert des bureaux à Bruxelles (Belgique), au Caire (Égypte) et à Doha (Qatar), la chaîne en ouvre d'autres à Londres (Royaume-Uni), Paris (France), Kiev (Ukraine), Istanbul (Turquie), Dubaï (Émirats arabes unis), Washington (États-Unis) et Pékin (Chine). Elle lance son application mobile pour iOS et Android, puis pour télévision connectée.[réf. nécessaire]
Le 2 octobre 2012, la chaîne lance une radio numérique dénommée Euronews Radio, qui mélange bulletins d'information et programmation musicale. Elle diffuse sur le web et les applications mobiles. La chaîne de télévision se dote d'un service en grec en décembre 2012, et d'un autre en hongrois en 2013. En 2014, elle devient disponible sur Windows Phone, BlackBerry OS et l'application Flipboard.[réf. nécessaire]
En février 2014, la chaîne lance son offre Euronews Campus qui permet aux universités partenaires de diffuser la chaîne en direct ainsi que d'utiliser ses programmes pour leurs cours. Sept universités représentant 130 000 étudiants inaugurent l'offre : l'Université de Marmara en Turquie, l'Université d'Auckland en Nouvelle-Zélande, l'Université Future d'Égypte (en), l'Institut des hautes études des communications sociales (IHECS) et le Collège Vesalius (en) en Belgique, l'Institut de technologie de Chypre, et l'EM Lyon Business School.

### 2015-2022: Développement international
Le 9 juillet 2015, Media Globe Networks (MGN), contrôlé par l'homme d'affaires égyptien Naguib Sawiris, acquiert 53 % d'Euronews SA. Pour garantir l'indépendance de la ligne éditoriale de la chaîne, un conseil éditorial est créé aux côtés du conseil de surveillance et du directoire,. En 2021, Naguib Sawiris possède 88 % de l'entreprise.
Le 15 octobre 2015, Euronews inaugure son nouveau siège mondial situé dans le quartier de La Confluence, à Lyon. Le cabinet d'architectes Jakob + MacFarlane conçoit un bâtiment moderne d'une superficie de 10 000 m2 en forme de rectangle vert pouvant accueillir les 800 collaborateurs internationaux de la chaîne. Les travaux, débutés en novembre 2011, ont couté 60 millions d'euros.
Le 4 janvier 2016, Euronews SA lance le site web de la nouvelle chaîne panafricaine Africanews, petite sœur de la chaîne pan-européenne Euronews. La chaîne commence à émettre le 20 avril en français et en anglais depuis Pointe-Noire en république du Congo. La chaîne compte une cinquantaine de journalistes de quinze nationalités, ainsi que 45 correspondants répartis sur le continent africain. Le 17 mai 2016, Euronews se dote d'une nouvelle identité visuelle conçue par l'agence britannique Lambie-Nairn : elle change d'habillage d'antenne et de logo, et met en ligne un nouveau site web.
En février 2017, l'américain NBC entend entrer dans le capital d'Euronews à hauteur de 25 %.
Le 21 mai 2017, la chaîne arrête sa version ukrainienne à cause de difficultés financières, le gouvernement ukrainien ne finançant plus ce service depuis près de deux ans,.
Fin 2018, Euronews annonce que sa nouvelle orientation, entrée en vigueur en 2016, est bénéfique : pour la première fois, sa comptabilité est bénéficiaire.
Libération relève en 2020 que la chaine « multiplie depuis plusieurs mois les contenus dithyrambiques sur les Émirats arabes unis et sur Dubaï en particulier. Des publi-reportages qui « ne disent pas vraiment leur nom » et font grincer des dents en interne. »

### Depuis 2022: rachat - sous influence - de la chaîne
En décembre 2021, Euronews annonce que la participation de 88 % de Naguib Sawiris est acquise par un fonds d'investissement portugais, Alpac Capital, et redevient « européenne ». Mais en 2024, sur son site internet, Alpac Capital se présente encore (dans cet ordre) comme présent aux Émirats arabes unis, en Hongrie et au Portugal, avec comme mission « offrir des rendements supérieurs aux investisseurs en attirant et en fidélisant un groupe de personnes exceptionnelles et en créant un impact positif sur nos communautés » ; et Mário David, père du PDG d'Alpac Capital Pedro Vargas David, est un associé de longue date, conseiller et ami de Viktor Orbán,,.
En 2022, la chaîne est officiellement rachetée par Alpac après que le gouvernement français a donné son accord (accord nécessaire car s'agissant d'une entreprise de droit français, du secteur stratégique des médias). Les fonds nécessaires à la concrétisation du rachat proviennent en partie du fonds souverain hongrois Széchenyi, mais aussi d'une entreprise de communication liée directement à Viktor Orbán (New Land Media, principal partenaire des opérations de communication du cabinet Orbán, a accordé un prêt de 12,5 millions d'euros à une filiale hongroise d'Alpac Capital notera l'AFP) ; ces deux organismes seraient à l'origine de plus d'un tiers de la somme nécessaire au rachat, près de 60 millions d'euros sur un total de 170 millions,.
Une enquête de Le Monde, du journal portugais Expresso et du média d'investigation hongrois Direkt36 révèle que « des entités proches du premier ministre hongrois, Viktor Orbán, ont été, dans le plus grand secret, très largement impliquées dans cette opération ». Une présentation PowerPoint interne « strictement confidentielle » du fonds Széchenyi (alors sous tutelle d'une fondation présidée par le ministre hongrois de l'Économie Mihaly Varga), qui a apporté 45 millions d'euros, affiche comme objectif du rachat « d'atténuer les biais de gauche dans le journalisme ». La proximité des propriétaires du média avec le pouvoir hongrois suscite des interrogations car ce dernier est connu pour avoir « transformé une grande partie des médias [du] pays en organes de propagande, notamment prorusse, en prétextant vouloir « rééquilibrer » leur orientation politique ».
De plus, des journalistes s'inquiètent et dénoncent le traitement de l'information concernant des pays comme l'Azerbaïdjan, l'Arabie saoudite, le Qatar ou le Maroc, finançant en partie Euronews. Ils pointent du doigt, dans une lettre, un traitement jugé complaisant : « Soit on est empêchés de traiter des sujets, soit il nous est imposé de les couvrir avec des consignes très précises pour ne pas heurter les clients, soit carrément nous sommes obligés de faire l'éloge d'un client ». Les salariés de la chaîne affirment cependant n'avoir constaté aucune « influence éditoriale » hongroise.
En mars 2023, Euronews annonce la suppression de 198 postes, la vente du siège social situé à Lyon, le déplacement de la rédaction à Bruxelles et la création de bureaux à Rome, Berlin, Lisbonne, Madrid et Londres. À Lyon travaillent encore 142 personnes, qui alimentent les rédactions en français, russe et en persan. La même année, le contrôle d'Euronews est transféré à Dubaï, « paradis fiscal réputé pour son opacité ».
En 2024, des journalistes dénoncent les sujets imposées par la direction sur des pays qui ont signé des partenariats avec l'entreprise, comme le Maroc, l’Arabie saoudite, le Qatar ou encore l’Azerbaïdjan, permettant à celle-ci de compenser la subvention annuelle de 20 millions d'euros que lui versait l'Union européenne jusque là.
Le 13 avril 2024, « à deux mois des élections européennes », dans un communiqué, le Syndicat national des journalistes (SNJ), 1re organisation de journalistes en France, s'interroge sur le feu vert accordé par le ministère des Finances au rachat par Alpac Capital après un délai de six mois et une enquête menée par le ministère sur les origines des fonds, alors qu'une telle vente pourrait avoir des implications sur la liberté de la presse et l'indépendance des rédactions. Le SNJ note que « le gouvernement français avait choisi de ne pas réagir officiellement. Ça ne l’a pas empêché quelques mois plus tard de lancer des États Généraux de l’information incluant un groupe de travail intitulé "Souveraineté et lutte contre les ingérences étrangères" ». Le SNJ appelle à l'ouverture d'une enquête parlementaire sur ce rachat.
Le 11 octobre 2024, le conseil d'administration du journal remplace brutalement le directeur général Guillaume Dubois par Claus Strunz sans en expliquer la raison. La rédaction s'en inquiète du fait de ses nombreuses positions conservatrices, pro-israéliennes et anti-immigration exprimées sur X, relevant aussi que Claus Strunz applaudit comme un signe de bon fonctionnement de la démocratie les résultats de l'AfD, parti d'extrême droite allemand,,.

## Identité graphique

### Habillage et logo
Le premier habillage de la chaîne utilise les couleurs du logo, un globe terrestre mobile et une bande jaune orangé.
Le 26 octobre 1998, la chaîne change d'habillage d'antenne et de logo.
Le 4 juin 2008, Euronews adopte un nouvel habillage d'antenne de l'agence FFL. Elle change de logo pour un cercle blanc « synthétisant la simplicité et l'universalité ».
Le 17 mai 2016, Euronews se dote d'une nouvelle identité visuelle conçue par l'agence britannique Lambie-Nairn : elle change d'habillage d'antenne et de logo, et met en ligne un nouveau site web.
Le 31 janvier 2023, Euronews adopte un nouvel habillage ainsi qu'un nouveau logo, le même que celui de 2016, mais avec un ton plus clair.

Logos d'Euronews
Logo d'Euronews du 1er janvier 1993 au 8 février 1997
Logo d'Euronews du 8 février 1997 au 26 octobre 1998
Logo d'Euronews du 26 octobre 1998 au 4 juin 2008
Logo d'Euronews du 4 juin 2008 au 17 mai 2016
Logo d'Euronews du 17 mai 2016 au 31 janvier 2023
Logo d'Euronews depuis 31 janvier 2023

### Slogans
- 4 juin 2008 - 17 mai 2016 : « L'info pure » ou « Euronews pure »
- Depuis le 17 mai 2016 : « All views » (Toutes les vues)

## Organisation

### Dirigeants

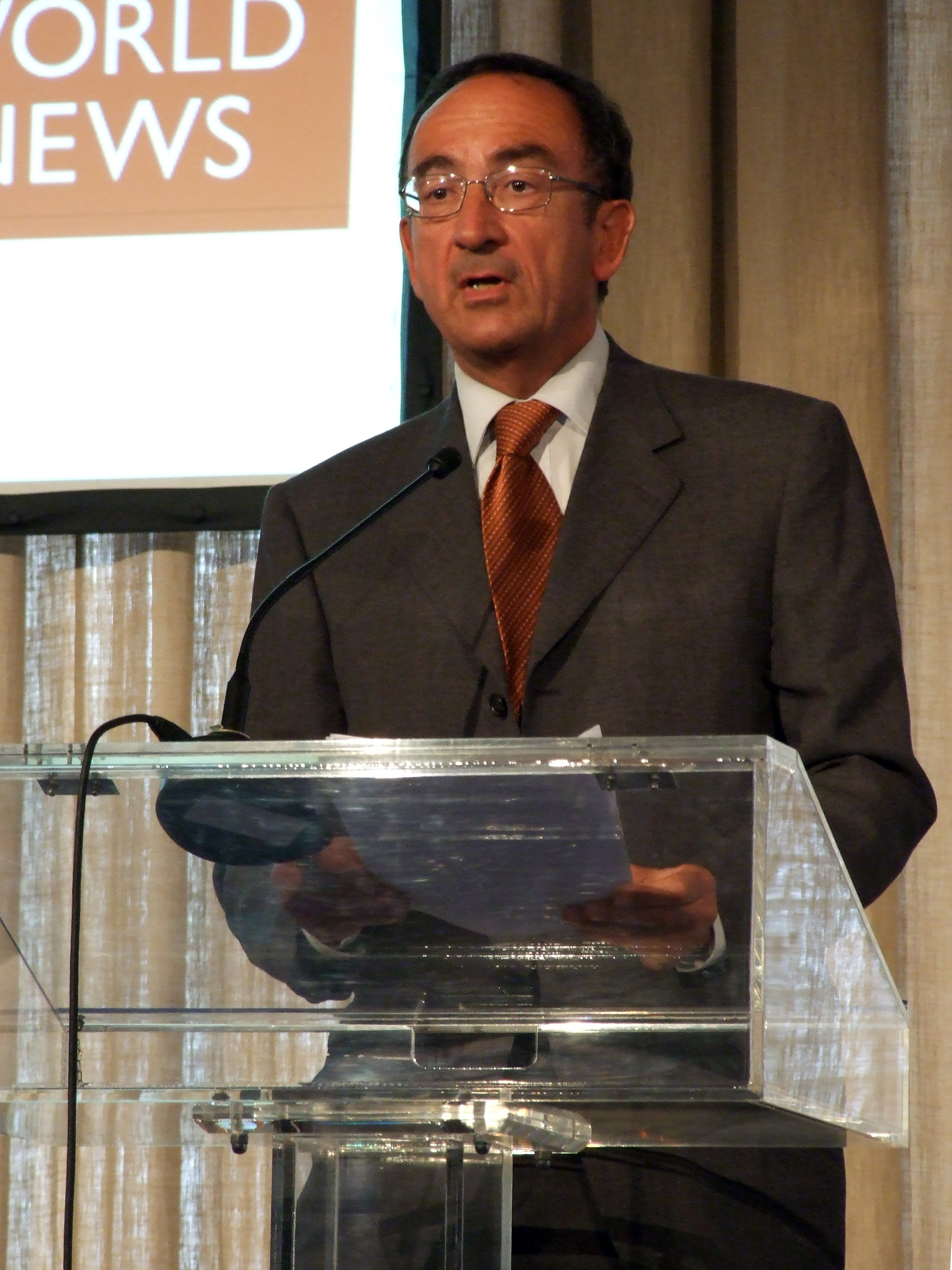
Philippe Cayla, président du directoire d'Euronews, de 2003 à 2011

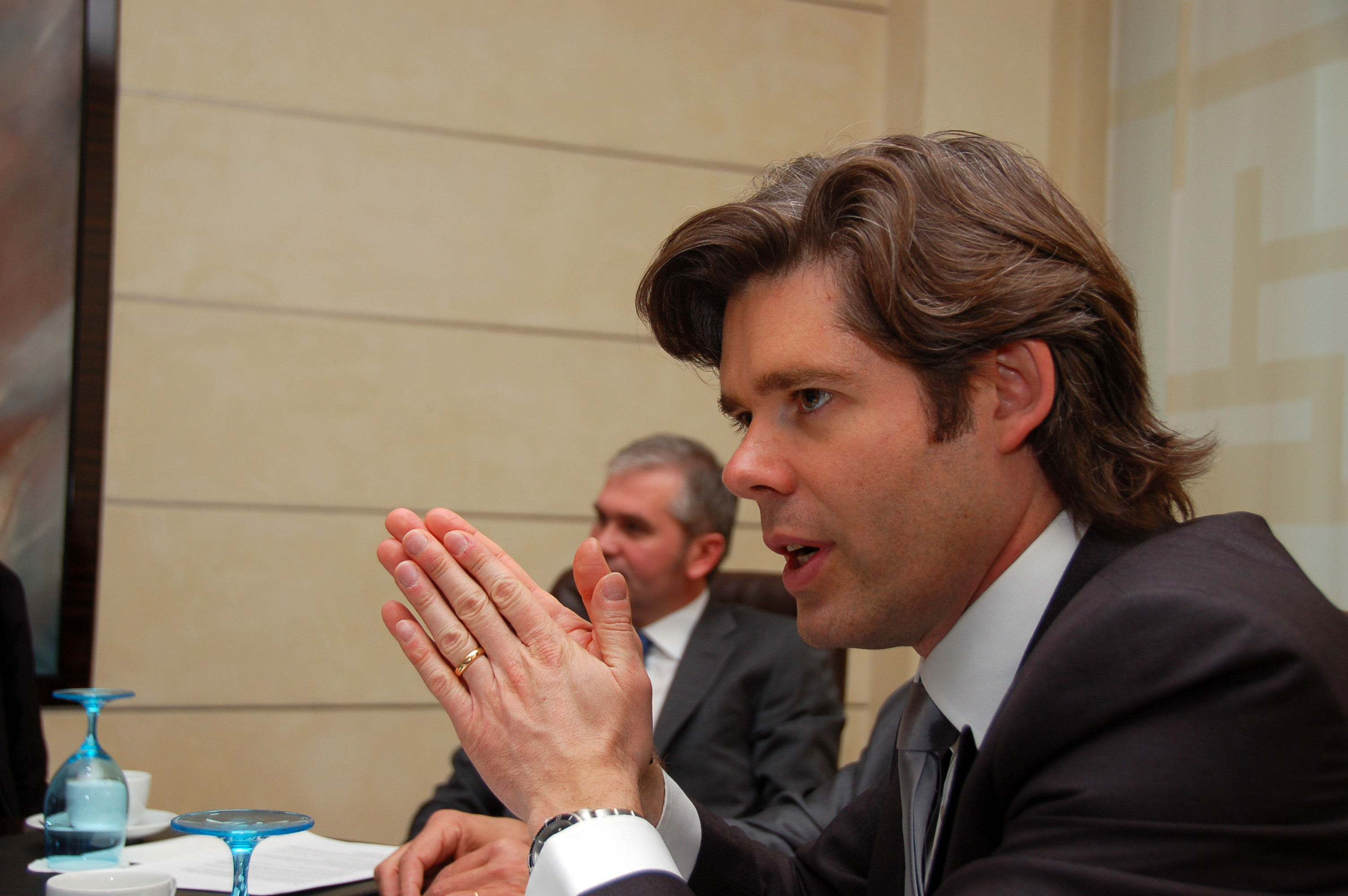
Michael Peters, ancien président du conseil d'administration.

De sa création le 1er janvier 1993 à la mise en place d'une nouvelle gouvernance le 19 décembre 2008, Euronews est dirigé par le président de la SOCEMIE.
À partir du 19 décembre 2008, date de la fusion de la SECEMIE et de la SOCEMIE, Euronews est sous la direction d'Euronews SA, qui est dotée d'une structure de gouvernance « à l'allemande » composée d'un conseil de surveillance et d'un directoire,. Depuis 2015, la chaîne est également dotée d'un conseil éditorial qui garantit l'indépendance de la ligne éditoriale de la chaîne vis-à-vis de ses actionnaires.
En 2003, Philippe Cayla (fonctionnaire français, qui a notamment été administrateur du Centre d'analyse sur la sécurité européenne, puis directeur du développement international de France Télévisions, à partir de juin 2000), devient président du directoire d'Euronews, avant d'être remplacé par Michael Peters en 2011 et devient président d'Euronews Development.
En juin 2022, Guillaume Dubois succède à Michael Peters à la direction générale de la chaîne. Michael Peters, directeur général depuis le 16 décembre 2011, devient président du conseil d'administration.
- Directeur général : Guillaume Dubois, depuis le 18 juin 2022[43].
- Président du conseil d'administration : Michael Peters, à partir du 18 juin 2022[45] puis Pedro Vargas David, président d'Alpac Capital, depuis le 6 janvier 2023.
- Président du conseil éditorial : Graça Franco, depuis le 10 juin 2022.

### Actionnariat
Au 18 décembre 2023, l'actionnariat d'Euronews est le suivant :
| Actionnaire                                              | Part   |
| -------------------------------------------------------- | ------ |
| Alpac Capital (Pedro Vargas David et Luis Santos)        | 97,6 % |
| ADMIC (Émirats arabes unis), SNRT (Maroc) et PBS (Malte) | 2,4 %  |

Entre 2020 et 2022, Euronews SA était détenue à 88 % par l'homme d'affaires égyptien Naguib Sawiris à travers sa société Media Globe Networks (MGN). Les 12 % restants sont la propriété de 21 groupes audiovisuels publics et 3 collectivités territoriales.
À sa création le 1er janvier 1993, la chaîne Euronews est la propriété de la SOCEMIE (Société opératrice de la chaîne multilingue d'information Euronews), elle-même détenue par la SECEMIE (Société éditrice de la chaîne multilingue d'information Euronews). La SECEMIE est alors la propriété de 10 groupes audiovisuels publiques européens,. D'avril 1995 à avril 2003, les groupes privés Alcatel (1995-1997) puis ITN (1997-2003) sont actionnaires minoritaires à 49 % de la SOCEMIE,,,. Le 19 décembre 2008, les sociétés SECEMIE SA (société éditrice) et SOCEMIE SA (société opératrice) fusionnent en une seule entité juridique : Euronews SA,.

### Siège
De sa création en 1993 à 2015, le siège d'Euronews se situe à Écully, dans la métropole de Lyon.
Depuis le 15 octobre 2015, le siège mondial d'Euronews se situe au 56 quai Rambaud, dans le quartier de La Confluence, à Lyon. Conçu par le cabinet d'architectes Jakob + MacFarlane, le bâtiment moderne d'une superficie de 10 500 m2 est en forme de rectangle vert.
- Athènes (Grèce) ;
- Bruxelles (Belgique) ;
- Budapest (Hongrie) ;
- Dubaï (Émirats arabes unis) ;
- Francfort-sur-le-Main (Allemagne) ;
- Istanbul (Turquie) ;
- Kiev (Ukraine) ;
- Le Caire (Égypte) ;
- Londres (Royaume-Uni) ;
- Paris (France) ;
- Washington D.C. (États-Unis).

 Après le rachat d'Euronews, dès 2023, les bâtiments de Lyon sont progressivement abandonnés. Un nouveau siège, situé à Bruxelles, est inauguré le 19 mars 2024. Il doit désormais prendre en charge les décisions importantes.

### Effectifs
En 2010, Euronews compte 700 employés de plus d'une vingtaine de nationalités, dont 370 journalistes organisés en desk éditoriaux de 10 journalistes (un par langue diffusée).
En 2015, Euronews emploie 800 collaborateurs de 25 nationalités différentes, dont une rédaction de 400 journalistes.[réf. nécessaire]

## Programmes
La chaîne diffuse un journal télévisé « complet » toutes les demi-heures avec un rappel des titres au quart d'heure. Les journaux sont entrecoupés de programmes d'actualités (économie, sport, affaires européennes, météo...) et de magazines de société sur la culture, la style de vie, le voyage ou les nouvelles technologies...[réf. nécessaire]
La chaîne a eu longtemps pour marque de fabrique de ne pas avoir de présentateur à l'antenne, se positionnant comme une « chaîne d'information pure et directe ». Cette ligne se retrouve dans l'émission No Comment qui présente des vidéos d'actualité sans montage et sans commentaires. Cependant, dans les années 2010, des magazines avec présentateurs font leur apparition dans un souci de mieux personnaliser l'antenne vis-à-vis du téléspectateur. De plus, 70 % des images utilisés dans les journaux télévisés ne sont pas produites par la chaîne,.

## Diffusion
Euronews utilise plusieurs moyens pour transmettre ses programmes dans le monde : les réseaux hertziens, le satellite, le câble, le streaming sur PC et mobile et la télévision IP. De plus, la chaîne est diffusée dans de nombreuses chaînes hôtelières, à bord de plusieurs compagnies aériennes et maritimes, ainsi que dans des aéroports internationaux et des gares ferroviaires. Elle est également partiellement reprise par des chaines de télévision étrangères, et est disponible sur les campus d'universités prestigieuses via son offre Euronews Campus. Elle émet simultanément en 14 langues.[réf. nécessaire]
La chaîne émet depuis le 1er janvier 1993, d'abord en analogique puis également en numérique à partir de décembre 1998. En 2011, elle passe au format 16/9, contre le format 4/3 auparavant.
En 2015, elle est accessible auprès de 426 millions de foyers à travers 158 pays sur les cinq continents. Ils se répartissent en 183,6 millions de foyers en Europe, 78,7 millions au Moyen-Orient et en Afrique, 77,7 millions en Amérique du Nord, 36,5 millions en Russie, 32,2 millions en Amérique latine et 17,3 millions en Asie-Pacifique. Elle est la chaîne de télévision internationale d'information en continu la plus distribuée en Europe, au Moyen-Orient et en Afrique.[réf. nécessaire]

### Hertzien
Euronews est diffusée sur les réseaux hertziens de 41 pays du monde.[réf. nécessaire]

### Satellite
Euronews est diffusée depuis ses débuts en clair (free to air) sur satellite. La chaîne peut alors être reçue dans le monde entier via les satellites d'Arabsat, AsiaSat, Eutelsat, Intelsat, Nilesat et SES.[réf. nécessaire]
En France, elle était disponible dans les offres de Canal+ et TNT Sat.
Depuis le 1er mars 2023, la diffusion des chaînes Euronews en français et en allemand s’arrête sur le satellite Astra. Cette disparition de la version française concerne par conséquent le bouquet Canal+ par satellite et l'offre de TNT gratuite par satellite TNT Sat.

### Câble
En France, elle est disponible sur les réseaux câblés de Numericable.

### Internet
Depuis mai 2007, la chaîne est diffusée sur la plateforme de vidéos YouTube.
En France, elle est disponible via la télévision IP sur la Freebox TV, La TV d'Orange, le Bouquet TV de SFR et la Bbox.
Elle est également disponible sur les plateformes mobiles de streaming : Molotov TV et TV Flash TNT.

### Autres moyens de diffusion
La chaîne est diffusée dans 1,5 million de chambres de groupes hôteliers tels que Accor, Hilton Hotels & Resorts ou Marriott International. Elle est disponible à bord de plusieurs compagnies aériennes telles que Air France, Emirates, Lufthansa, Qatar Airways ou Singapore Airlines, et de compagnies maritimes comme Costa Croisières, MSC Croisières ou Royal Caribbean International. Elle est également disponible à l'Assemblée nationale en France, au Foreign Service Institute (en) du département d'État des États-Unis, aux sièges de l'OTAN et de la Commission européenne, et dans plusieurs aéroports internationaux et gares ferroviaires.[réf. nécessaire]
Dans le cadre de son offre Euronews Campus, la chaîne est accessible sur les campus d'universités prestigieuses telles que l'ENA et Sciences Po en France, l'université d'Auckland en Nouvelle-Zélande, la Cambridge International Examinations (en) de l'université de Cambridge au Royaume-Uni et la Harvard Business School de l'université Harvard aux États-Unis.[réf. nécessaire]
- MHz Networks (en), IHTN et RTN aux États-Unis ;
- Kultura en Russie ;
- Channel 1 (NTU) en Ukraine ;
- Futura (en) au Brésil ;
- Canal Institucional en Colombie ;
- TVR1 en Roumanie ;
- RTP2 au Portugal ;
- GBC au Ghana ;
- SSR en Suisse.

### Langues de diffusion
- français depuis le 1er janvier 1993[3] ;
- anglais depuis le 1er janvier 1993[3] ;
- allemand depuis le 1er janvier 1993[3] ;
- espagnol depuis le 1er janvier 1993[3] ;
- italien depuis le 1er janvier 1993[3] ;
- portugais depuis 1999[3] ;
- russe depuis septembre 2001[8] ;
- arabe de avril 1997 à avril 1999 et de juillet 2008 à mars 2017[54],[55] ;
- turc depuis janvier 2010 ;
- persan depuis octobre 2010 ;
- grec depuis décembre 2012 ;
- hongrois depuis avril 2013 ;
- albanais depuis novembre 2019 ;
- géorgien depuis le 1er septembre 2020 ;
- serbe depuis le 3 juin 2021 ;
- roumain en 2021 ;
- bulgare en 2021.

En 2017, Euronews annonce sa décision d’arrêter son programme en langue arabe à partir du 31 mars, en raison de la nouvelle stratégie numérique adoptée par la chaîne. Par contre, son site d’information continuera d’être alimenté en informations destinées au public arabophone.
La chaîne a également eu un service en ukrainien d'août 2011 à mai 2017,.
Les dernières langues ajoutées sont en réalité des franchises, avec la création d'une Euronews locale, avec sa propre rédaction, ses émissions, en dehors du siège lyonnais, en langue locale, mais avec le logo, le graphisme et la politique éditoriale de la maison mère. Il en est ainsi de la création de : 
- Euronews Albanie (novembre 2019) ;
- Euronews Géorgie (1er septembre 2020) ;
- Euronews Serbie (3 juin 2021)[57] ;
- Euronews Bulgarie en 2021 (diffusion effective le 5 mai 2022)[58] ;
- Euronews Roumanie en 2021 (diffusion effective le 25 mai 2022).

## Audience

### Européenne
En 2009, Euronews est regardée chaque jour en Europe par 6,7 millions de téléspectateurs, dont 3,1 millions via le câble et le satellite et 3,6 millions via la reprise du signal par des chaînes nationales.
En 2015, Euronews est regardée chaque jour par 4,2 millions d'Européens, dont 3 millions via le câble et le satellite et 1,2 million via la reprise du signal par des chaînes nationales. Elle est la première chaîne internationale d'information en continu en Europe, devant CNN International (2 millions) et BBC World News (1,9 million).[réf. nécessaire]

### Nouveaux médias
En 2013, le site web d'Euronews reçoit chaque mois 7,5 millions de visiteurs uniques.
La même année, la chaîne YouTube d'Euronews reçoit 10 millions de visiteurs uniques par mois. Elle est alors la deuxième chaîne d'information la plus regardée au monde sur cette plateforme après Russia Today (RT).

## Euronews radio

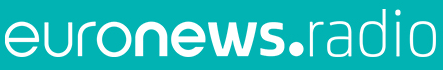
Logo d'Euronews radio.

Le 2 octobre 2012, Euronews lance une radio numérique dénommée Euronews Radio. Elle diffuse des bulletins d'information toutes les demi-heures (toutes les 15 minutes entre 6 h et 10 h), entrecoupés de chroniques sur l'économie, le sport, la culture, la science, la musique, et une programmation musicale.
Elle diffuse en anglais, français, allemand, italien, espagnol et russe sur le Web et les applications mobiles. Disponible dans plus de 200 pays, elle est écoutée en 2015 par 1,4 million d'auditeurs par mois.
Depuis décembre 2020, le service de radio est interrompu. Le flux sur sa page web ne fonctionne plus.